# Pandamyia
Pandamyia is een ondergeslacht van het geslacht van insecten Dicranomyia binnen de familie steltmuggen (Limoniidae).

## Soorten
- D. (Pandamyia) nowankareena (Theischinger, 1994)
- D. (Pandamyia) uckillya (Theischinger, 1994)